# Superman/Batman: Apocalypse
Superman/Batman: Apocalypse (bra Superman & Batman: Apocalipse) é um filme de animação estadunidense de 2010, lançado diretamente para vídeo, dirigido por Lauren Montgomery. 
É a sequência de Superman/Batman: Public Enemies e a aventura é baseada na história em quadrinhos de Superman/Batman chamada "The Supergirl from Krypton". Esse filme é o nono da série com o chamado Universo Animado DC realizado pela Warner Premiere e Warner Bros. Animation e a primeira sequência. Apesar do título, que faz referência ao mundo de Darkseid, a aventura foca primeiro na chegada da Supergirl à Terra e a sua relação com Superman; Batman é apenas um coadjuvante da história.
O lançamento original em duplo Blu-ray inclui também um curta de animação com o Arqueiro Verde.

## Elenco original
- Andre Braugher...Darkseid[3]
- Kevin Conroy...Batman[3]
- Tim Daly...Clark Kent / Superman[3]
- Susan Eisenberg...Mulher Maravilha / Diana Prince[4]
- Summer Glau...Supergirl/Kara Zor-El[5]
- Julianne Grossman...Grande Barda[6]
- Edward Asner...Vovó Bondade[3]
- Rachel Quaintance...Precursora/Lyla,[6] Artemis (não creditada)

## Sinopse
Semanas depois dos eventos que levaram à prisão de Lex Luthor após o Impeachment na presidência dos Estados Unidos, e do sucesso de Batman em salvar o mundo do impacto de um meteoro, uma nave espacial cai na Baía de Gotham City. Estava a bordo uma jovem de aparência adolescente e que manifesta super-poderes idênticos ao do Superman ao ser perseguida por policiais e assustar a população. Batman consegue detê-la usando um fragmento de um meteoro de Kryptonita que achou próximo da nave. Superman aparece para ajudá-lo a investigar e assim a dupla descobre que o nome da moça é Kara Zor-El, sobrinha de Jor-El e prima biológica de Superman. Nas duas semanas seguintes Superman ensina a Kara a língua inglesa e revela sua identidade de Clark Kent até que Mulher Maravilha e Lyla (Precursora) chegam e convencem o super-herói de que a prima dele deverá permanecer em treinamento na Ilha de Themyscira para aprender a controlar seus poderes. No planeta de Apokolips, Darkseid deseja uma substituta para a Grande Barda na liderança de sua guarda pessoal, as Fúrias Femininas. Quando sente a presença de Kara na Terra, ele ordena a Vovó Bondade e as Fúrias, que sequestrem a kriptoniana e a tragam até Apokolips.